# Hermann von Wachtendonck zu Germenseel
Hermann von Wachtendonck zu Germenseel (* im 16. Jahrhundert; † 3. August 1581 in Orléans) war Domherr in Münster.

## Leben
Hermann von Wachtendonck entstammte dem niederrheinischen Adelsgeschlecht von Wachtendonck, dessen Stammsitz die im Jahre 1603 zerstörte Burg Wachtendonk im Herzogtum Geldern war. Er ging als münsterscher Domherr zum Studium nach Orléans, wo er 1581 verstarb. Nach seinem Tod präsentierte der Domdechant Bernhard Korff gen. Schmising den späteren Domherrn Heinrich Ledebur als seinen Nachfolger.